# Judif Glizier

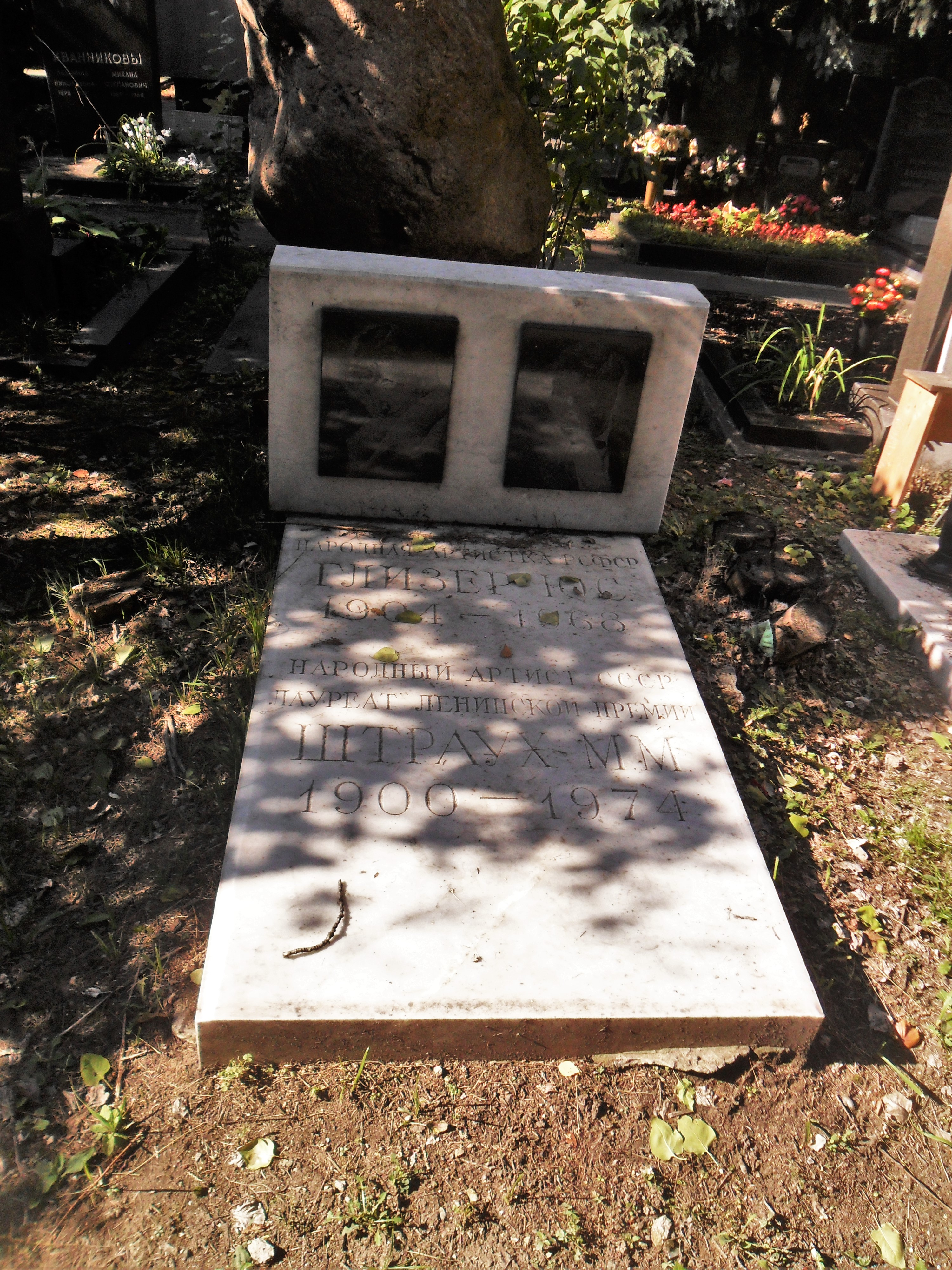
Grób aktorki i jej męża na Cmentarzu Nowodziewiczym w Moskwie

Judif Samojłowna Glizier (ros. Юдифь Самойловна Глизер; ur. 10 lutego?/23 lutego 1904, zm. 27 marca 1968) – radziecka aktorka teatralna, filmowa i głosowa. Ludowa Artystka RFSRR (1954). Była żoną aktora i reżysera Maksima Sztraucha. Została pochowana wraz z mężem na  Cmentarzu Nowodziewiczym w Moskwie.

## Wybrana filmografia
- 1924: Strajk jako Królowa złodziei
- 1933: Dezerter jako Marcella
- 1957: Królowa Śniegu jako Stara Rozbójniczka; Laponia (głosy)[3]